# Shadow Hearts (Caliban)
Shadow Hearts è il terzo album del gruppo metalcore tedesco Caliban.
È stato registrato negli Woodhouse Studios di Hagen in Germania.

## Tracce
1. Dark Shadows – 1:30
2. Forsaken Horizon – 2:53
3. Storm of Rage – 4:02
4. Vicious Circle – 3:54
5. Bad Dream – 2:58
6. The Seventh Soul – 3:18
7. Scream from the Abyss" – 3:42
8. Detect Your Liberty – 3:33
9. Fire Is My Witness – 3:16
10. Between the Worlds – 3:04
11. A Piece of My Life – 3:13
12. Everlasting (Bonus Track) – 3:18
13. Boredo(o)m (Bonus Track) – 2:43

## Formazione
- Andy Dorner - voce
- Marc Gortz - chitarra
- Denis Schmidt - chitarra
- Engin Gures - basso
- Robert Kramer - batteria